# Ciclotiazide
Il ciclotiazide (anche noto con i nomi commerciali  Anhydron, Acquirel, Doburil, Fluidil, Renazide, Tensodiural, Valmiran) è un diuretico benzotiadiazide (parte della famiglia dei tiazidi) oltre che un antipertensivo originariamente introdotto negli Stati Uniti nel 1963 da Eli Lilly e successivamente commercializato anche in Europa e Giappone. Altri medicinali ad esso correlati sono il diazossido, l'idroclorotiazide e il clorotiazide.
Nel 1993 è stata scoperta la sua attività come modulatore allosterico positivo del recettore AMPA e del kainato, in quanto in grado di ridurre o essenzialmente eliminare la desensibilizzazione rapida del recettore e potenziare i flussi di glutammato AMPA-mediati di almeno 18 volte alla concentrazione più elevata testata (100 μM). In aggiunta, nel 2003 è stato individuata da parte del ciclotiazide un'attività come modulatore allosterico negativo del recettore GABAA, dimostrando potenzialmente di poter inibire le correnti GABAA-mediate. Negli animali, il ciclotiazide è un potente convulsivante, in quanto potenzia grandemente sintomi epilettici, inducendo anche la nascita di crisi senza però provocare alcuna morte neuronale apparente.
Il ciclotiazide sembra essere anche un antagonista non-competitivo di mGluR1. Esso è selettivo per mGluR1 rispetto ad altri recettori metabotropici del glutammato.

## Sintesi

Sintesi del ciclotiazide: E. Müller, K. Hasspacher, (1966 to Boehringer Ingelheim).